# Zborul 447 al Air France

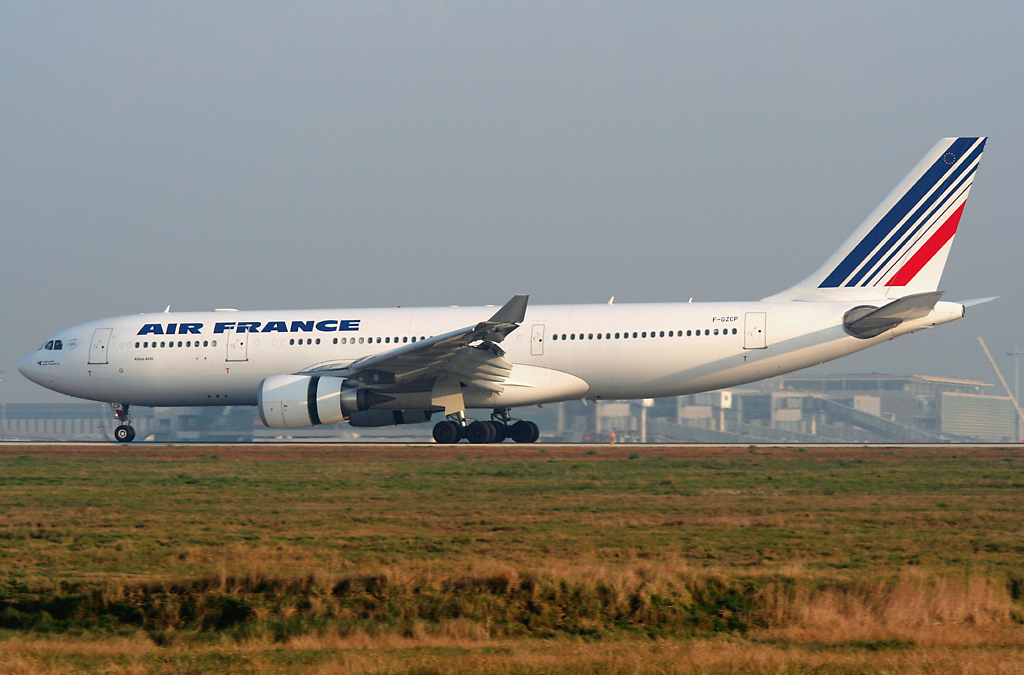
Aeronava implicată în accident, la Aeroportul Internațional Charles De Gaulle, în 2007

Pe data de 1 iunie 2009, un avion aparținând companiei franceze Air France, cu 228 de oameni la bord, a dispărut de pe radare și s-a prăbușit în Oceanul Atlantic la circa 600 km în largul coastelor braziliene. Nu au fost găsiți supraviețuitori. În căutarile disperate ale cutiilor negre nu s-au găsit decât 19 cadavre și niște resturi ale avionului.